# ديريك مينتر
ديريك مينتر (بالإنجليزية: Derek Minter)‏ مواليد 27 أبريل 1932 في كنت - الوفاة 2 يناير 2015، كان متسابق دراجات نارية بريطاني. نافس في سباقات بطولة العالم لفئة 500 سي سي ولفئة 350 سي سي ولفئة 250 سي سي ولفئة 125 سي سي ولفئة 50 سي سي. كما شارك في كأس جزيرة مان السياحية.